# Heavy D
Heavy D, właściwie Dwight Arrington Myers (ur. 24 maja 1967, zm. 8 listopada 2011) – amerykański raper, aktor i producent urodzony na Jamajce. Był liderem grupy hip-hopowej Heavy D & the Boyz, w której działali G-Whiz, T. Roy i Eddie F. Grupa cieszyła się dużą popularnością w Stanach Zjednoczonych w latach 90. Gościnnie wystąpił w piosence Michaela Jacksona "Jam" u boku m.in. Michaela Jordana i Kris Kross.

## Życiorys
Myers urodził się 24 maja 1967 roku w Mandeville na Jamajce. Jego matka Eulahlee Lee była pielęgniarką, ojciec Clifford Vincent Myers mechanikiem. Jego rodzina przeprowadziła się do Mount Vernon we wczesnych latach 70.
Heavy D & the Boyz byli pierwszą grupą, która podpisała kontrakt z Uptown Records. Ich debiutancki album został wydany w 1987 roku i osiągnął komercyjny sukces. Ich druga płyta – Big Tyme była przełomowa i zawierała cztery hity.
Członek zespołu, Trouble T Roy zmarł 15 lipca 1990 roku w Indianapolis w wieku 22 lat. Duet Pete Rock & C.L. Smooth nagrał ku jego pamięci utwór "They Reminisce Over You (T.R.O.Y.)", który stał się klasykiem hip hopu.
Heavy D zmarł 8 listopada 2011 w wieku 44 lat. Prawdopodobnie przyczyną zgonu było przebyte wcześniej zapalenie płuc.

## Dyskografia

### Albumy studyjne
| Rok  | Album                                                                          | Pozycja na liście | Pozycja na liście | Certyfikaty   |
| Rok  | Album                                                                          | U.S.              | U.S. R&B          | Certyfikaty   |
| ---- | ------------------------------------------------------------------------------ | ----------------- | ----------------- | ------------- |
| 1987 | Living Large (razem z the Boyz) - Data: 25 października 1987 - Wydawca: Uptown | 92                | 10                |               |
| 1989 | Big Tyme (razem z the Boyz) - Data: 12 czerwca 1989 - Wydawca: Uptown          | 19                | 1                 | - US: Platyna |
| 1991 | Peaceful Journey (razem z the Boyz) - Data: 2 lipca 1991 - Wydawca: Uptown     | 21                | 5                 | - US: Platyna |
| 1993 | Blue Funk (razem z the Boyz) - Data: 12 stycznia 1993 - Wydawca: Uptown        | 40                | 7                 | - US: Złoto   |
| 1994 | Nuttin' But Love (razem z the Boyz) - Data: 25 maja 1994 - Wydawca: Uptown     | 11                | 1                 | - US: Platyna |
| 1997 | Waterbed Hev - Data: 22 kwietnia 1997 - Wydawca: Uptown                        | 9                 | 3                 | - US: Złoto   |
| 1999 | Heavy - Data: 15 lipca 1999 - Wydawca: Uptown                                  | 60                | 10                |               |
| 2008 | Vibes - Data: 16 grudnia 2008 - Wydawca: Federal Distribution                  | -                 | -                 |               |
| 2011 | Love Opus - Data: 17 września 2011 - Wydawca: Stride Entertainment             | -                 | -                 |               |

### Kompilacje
| Rok  | Album                                                                  |
| ---- | ---------------------------------------------------------------------- |
| 2000 | Heavy Hitz - Data: 12 września 2000 - Wydawca: MCA                     |
| 2002 | The Best of Heavy D & the Boyz - Data: 12 września 2002 - Wydawca: MCA |

### Single
| Rok  | Tytuł                                            | Pozycja na liście | Pozycja na liście | Pozycja na liście | Album                              |
| Rok  | Tytuł                                            | U.S. Hot 100      | U.S. R&B          | U.S. Rap          | Album                              |
| ---- | ------------------------------------------------ | ----------------- | ----------------- | ----------------- | ---------------------------------- |
| 1987 | "Mr. Big Stuff"                                  | –                 | 60                | –                 | Living Large                       |
| 1989 | "We Got Our Own Thang"                           | –                 | 10                | 3                 | Big Tyme                           |
| 1989 | "Somebody for Me"                                | –                 | 8                 | 1                 | Big Tyme                           |
| 1989 | "Gyrlz, They Love Me"                            | –                 | 12                | 4                 | Big Tyme                           |
| 1989 | "Big Tyme"                                       | –                 | –                 | 24                | Big Tyme                           |
| 1990 | "Alright (Remix)" (Janet Jackson feat. Heavy D.) | 4                 | 2                 | –                 | Janet Jackson's Rhythm Nation 1814 |
| 1991 | "Is It Good to You"                              | 32                | 13                | 12                | Peaceful Journey                   |
| 1991 | "Now That We Found Love"                         | 11                | 5                 | 4                 | Peaceful Journey                   |
| 1991 | "Don't Curse"                                    | –                 | –                 | 8                 | Peaceful Journey                   |
| 1993 | "Truthful"                                       | –                 | 57                | 7                 | Blue Funk                          |
| 1993 | "Who's the Man"                                  | –                 | 52                | 3                 | Blue Funk                          |
| 1994 | "Black Coffee"                                   | 60                | 15                | 4                 | Nuttin' But Love                   |
| 1994 | "Got Me Waiting"                                 | 20                | 3                 | 1                 | Nuttin' But Love                   |
| 1994 | "Nuttin' But Love"                               | 40                | 18                | 9                 | Nuttin' But Love                   |
| 1997 | "Big Daddy"                                      | 18                | 5                 | 2                 | Waterbed Hev                       |